# Montigny, Seine-Maritime
Montigny är en kommun i departementet Seine-Maritime i regionen Normandie i norra Frankrike. Kommunen ligger i kantonen Notre-Dame-de-Bondeville som tillhör arrondissementet Rouen. År 2022 hade Montigny 1 281 invånare.

## Befolkningsutveckling
Antalet invånare i kommunen Montigny
| Referens: INSEE |